# Mieczysław Kaplicki
Mieczysław Kaplicki właśc. Maurycy Kapellner (ur. 12 grudnia 1875 w Wietrzychowicach, zm. 7 sierpnia 1959 w Penrhos w Walii – lekarz dermatolog, działacz społeczny, prezydent Krakowa, podpułkownik lekarz Wojska Polskiego pochodzenia żydowskiego, kawaler Orderu Virtuti Militari.

## Życiorys
Urodził się w rodzinie żydowskiej, był synem Jakuba Kapellnera, dzierżawcy majątków ziemskich. Gimnazjum ukończył w Tarnowie, studia medyczne rozpoczął w Krakowie na Uniwersytecie Jagiellońskim, w roku akademickim 1898–1899 studiował w Wiedniu, aby ostatecznie ukończyć studia w Krakowie na Wydziale Lekarskim UJ w 1901. W latach studiów wstąpił do radykalno-demokratycznej organizacji studenckiej „Zjednoczenie” zostając w czerwcu 1899 jej przewodniczącym. Od 1896 wraz z Zenonem Klemensiewiczem redagował pismo PPSD przeznaczone dla chłopów „Prawo Ludu”. W 1903 zaczął wykłady popularyzatorskie z zakresu medycyny na Uniwersytecie Ludowym im. Adama Mickiewicza, prowadząc równocześnie swoją praktykę lekarską.
W momencie wybuchu I wojny światowej znalazł się w Legionach Polskich jako kapitan–lekarz. W latach 1914–1916 służył w 5 pułku piechoty. Został awansowany do stopnia podpułkownika służby zdrowia Wojska Polskiego ze starszeństwem z dniem 1 czerwca 1919. W 1928 był zweryfikowany z 1 lokatą w Korpusie Oficerów Sanitarnych Lekarzy.
Po wojnie powrócił do wykonywania zawodu, pracował także dla Ubezpieczalni Społecznej, od 1919 był członkiem PPS, po przewrocie majowym 1926 wystąpił jednak z partii i już jako Kaplicki wspierał ugrupowania obozu sanacyjnego. W Krakowie zaangażował się w prace BBWR.
16 lutego 1933 Rada Miasta Krakowa powierzyła mu stanowisko prezydenta miasta, ponownie na podstawie nowej ustawy samorządowej został prezydentem Krakowa na kadencję 5-letnią w styczniu 1934. Członek Zarządu Okręgu Kraków Związku Legionistów Polskich w 1936 roku.
Kaplicki zreorganizował finanse miasta, prowadząc pomyślną politykę finansową ustępując ze stanowiska w 1939 tuż przed II wojną światową zostawiał Kraków z pokaźnymi, kilkunastomilionowymi rezerwami finansowymi. Powołał do życia Oddział Zabudowy Miasta, który przygotował ogólny plan zabudowy z uwzględnieniem gmin podmiejskich. Opracowano całokształt potrzeb inwestycyjnych miasta na czas 6 lat (1937–1943). Był to pierwszy taki perspektywiczny plan rozwoju Krakowa. W 1934 otwarto nowa linię tramwajową do Cmentarza Rakowickiego. Wspierał budowę nowego gmachu dla Muzeum Narodowego, poparł pomysł postawienia pomnika Józefa Dietla.
W 1937 został wybrany wiceprezesem Związku Miast Małopolskich i pełnił tę funkcję do 1939.
W lutym 1939 Kaplicki objął kierownicze stanowisko Jaworznickich Kopalni Węgla. W latach 1939–1941 znalazł się na terenie ZSRR, w Kerminie w Uzbekistanie. Wstąpił do 7 Dywizji Armii Polskiej gen. Andersa, służył jako lekarz w batalionie saperów. W 1942 znalazł się w Anglii, od 1948 mieszkał w Polskim Osiedlu Mieszkaniowym w Penrhos w Walii i tutaj pozostał do końca życia. Zmarł w polskim szpitalu, pochowany został na cmentarzu w Wrexham Denbighshire.

## Ordery i odznaczenia
- Krzyż Srebrny Orderu Wojskowego Virtuti Militari nr 6584 – 17 maja 1922[6][7]
- Krzyż Komandorski Orderu Odrodzenia Polski – 10 listopada 1938[8]
- Krzyż Niepodległości – 13 kwietnia 1931[9]
- Krzyż Oficerski Orderu Odrodzenia Polski – 10 listopada 1928[10]
- Krzyż Walecznych
- Order Krzyża Orła III klasy – Estonia, 1931[11]